# Wasserkretscham

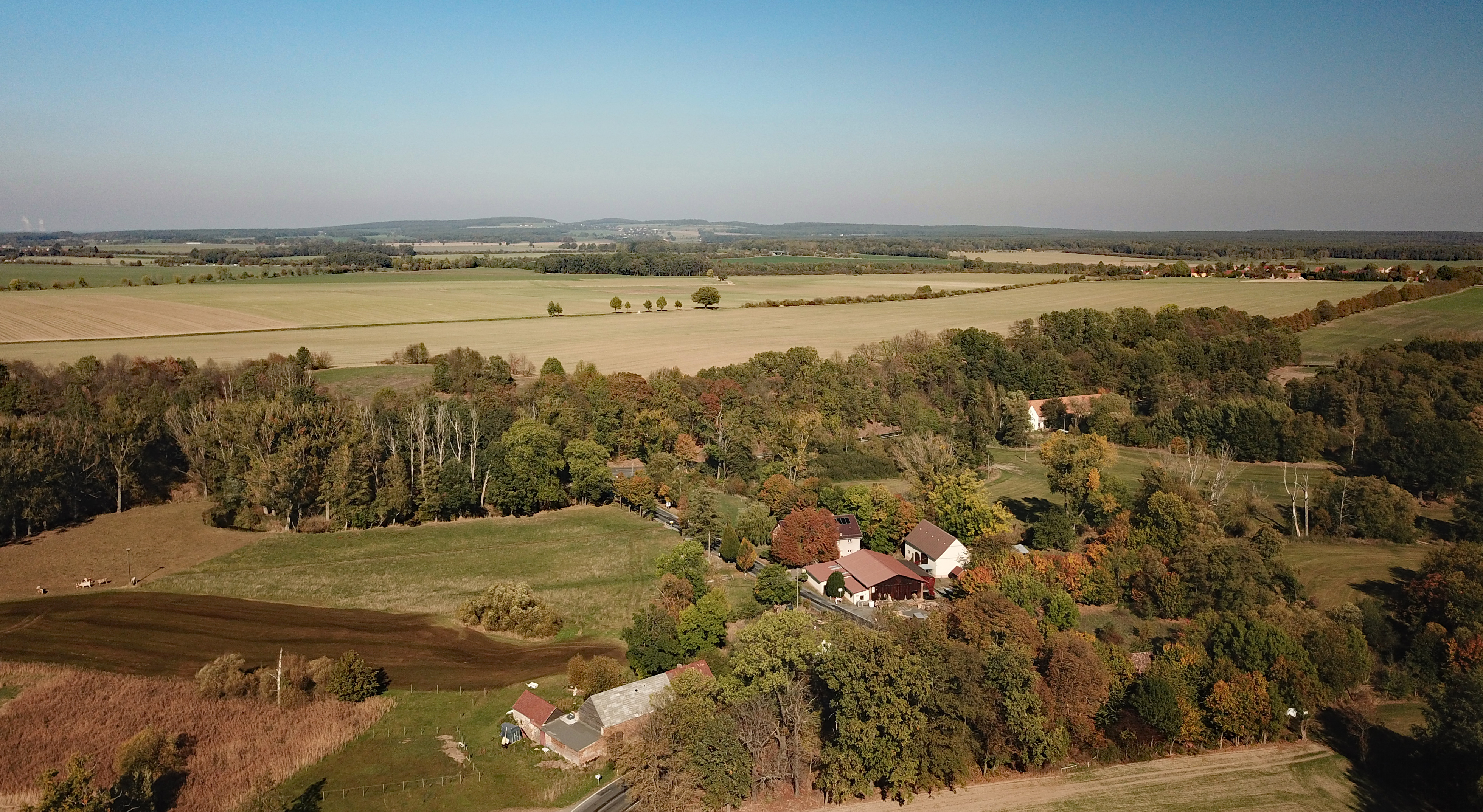
Luftaufnahme (im Vordergrund der zum Landkreis Bautzen gehörende Teil von Wasserkretscham)

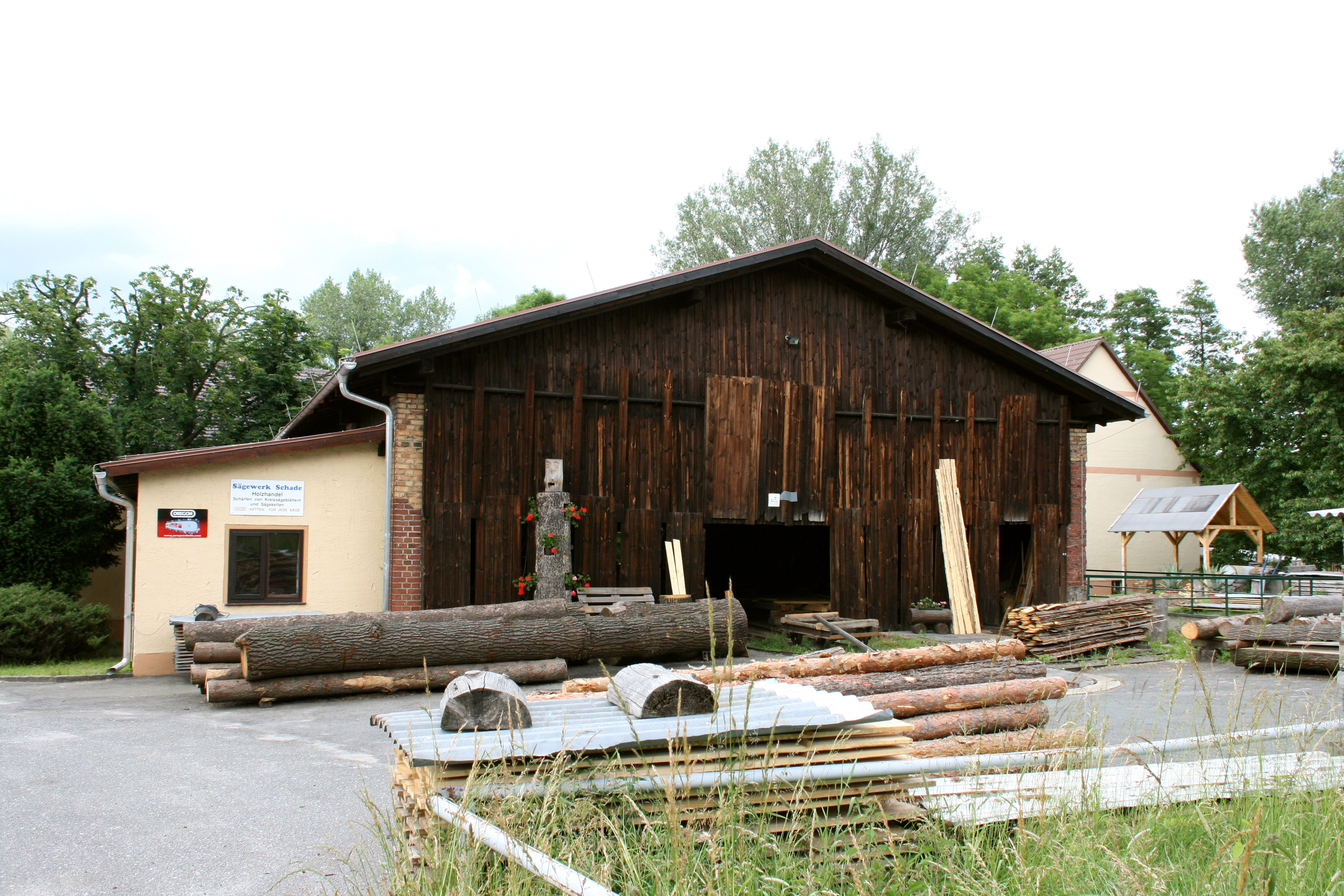
Sägewerk Wasserkretscham

Wasserkretscham, obersorbisch Wodowa korčma, ist ein aus drei Einzelhöfen bestehendes Dorf in Sachsen. Der größere nördliche Teil des Dorfes gehört zum Ortsteil Buchholz der Gemeinde Vierkirchen im Landkreis Görlitz, der südlich gelegene Hof gehört zur Ortschaft Maltitz in der Stadt Weißenberg im Landkreis Bautzen. Der zu Weißenberg gehörende Teil von Wasserkretscham ist Teil des amtlichen sorbischen Siedlungsgebietes.

## Geografie
Wasserkretscham liegt in der Oberlausitz, etwa 15 Kilometer nördlich von Löbau und 25 Kilometer östlich der Stadt Bautzen. Umliegende Ortschaften sind Gebelzig in der Gemeinde Hohendubrau im Norden, Buchholz im Nordosten, Tetta im Osten, Rotkretscham im Südosten, Maltitz im Süden, Särka im Südwesten, Niederkotitz im Westen sowie die Stadt Weißenberg im Nordwesten.
Durch Wasserkretscham fließen das Löbauer Wasser und das Buchholzer Wasser. Das Löbauer Wasser stellt an dieser Stelle die Gemeinde- und Kreisgrenze dar. In Wasserkretscham treffen die Staatsstraßen 111 und 112, die Bundesautobahn 4 mit der Anschlussstelle Weißenberg liegt nördlich des Dorfes.

## Geschichte
Der Namensteil kretscham ist von dem slawischen Wort kŗčma für Schänke abgeleitet. Der Teil Wasser bezieht sich auf die Lage am Löbauer Wasser. In Wasserkretscham gab es seit jeher ein Sägewerk, das durch Wasserkraft betrieben wurde. Seit dem Wiener Kongress verlief am Löbauer Wasser die Grenze zwischen Preußen und Sachsen, somit war der Ort schon seit 1815 geteilt.
Der südliche Teil von Wasserkretscham gehörte immer zur Gemeinde Maltitz, der nördliche Teil zur Gemeinde Buchholz. Am 25. Juli 1952 wurde der Maltitzer Teil dem Kreis Bautzen und der Buchholzer Teil dem Kreis Görlitz-Land, jeweils im Bezirk Dresden zugeordnet. Nach der Wende lag ein Teil des Ortes im Landkreis Bautzen und der andere Teil im Landkreis Görlitz. Am 1. Januar 1994 wurde der Buchholzer Teil im Zuge der Eingemeindung von Buchholz der Gemeinde Vierkirchen angeschlossen, der Maltitzer Teil wurde am 1. März 1994 zusammen mit Maltitz nach Weißenberg eingemeindet. Bei der Kreisreform im August 1994 wurde der Vierkirchener Teil dem Niederschlesischen Oberlausitzkreis zugeordnet, der Weißenberger Teil kam zum ehemaligen Landkreis Bautzen. Mit der Kreisreform 2008 kam der nördliche Teil Wasserkretschams zum Landkreis Görlitz und der südliche Teil zum heutigen Landkreis Bautzen.